# Подловить (Сайнфелд)
«Подловить» (англ. The Stake Out) — 2-й эпизод (2-я серия первого сезона) американского ситкома «Сайнфелд» телекомпании NBC; вышел в эфир 31 мая 1990 года. Режиссёром выступил Том Шеронес, сценарий написали Ларри Дэвид и Джерри Сайнфелд. В этой серии впервые появляется персонаж Элейн Бенес, а также персонажи родителей Сайнфелда — Морти и Хеллен.
Эпизод получил смешанные отзывы критиков, которые считают его скорее сносной к сюжету, нежели удачной серией.

## Сюжет
Джерри и его бывшая девушка Элейн недавно расстались, но не прекратили отношения и решили остаться друзьями. Элейн приглашает Джерри на вечеринку по случаю дня рождения своей подруги; он соглашается пойти при условии, что она сопроводит его на свадьбу родственника, на которую были приглашены он и его родители, постоянно проживающие во Флориде. На вечеринке Элейн пытается рассказать Джерри о своём сне, в котором он фигурировал, но Сайнфелд знакомится с привлекательной женщиной и не проявляет интереса к разговору с бывшей. Джерри хочет пофлиртовать с новой знакомой, но стесняется делать это в присутствии Элейн. Новая знакомая, которая была на празднике с мужчиной (Сайнфелду не ясно, в каких они отношениях), уходит до того, как Джерри удаётся выяснить ее имя; однако он узнает, что она работает в юридической фирме под названием «Сагман, Беннет, Роббинс, Оппенгейм и Тафт». После вечеринки Элейн обижена на безразличного Джерри, они сорятся по пути домой.
Родители Джерри, Морти и Хелен, гостят у него, а сам он ночует в квартире своего соседа Крамера. Джерри рассказывает им о вечеринке и жалуется, что не может узнать номер телефона этой женщины у Элейн, потому что он не говорит с ней о других отношениях. Морти предлагает Джерри «заполучить» женщину, подкараулив её возле лифта в здании, где она работает. Идея нравится Джерри и на следующий день он вместе со своим другом Джорджем Костанзой проводят операцию «подловить», притворяясь, что они пришли на встречу к своему знакомому, который работает в том же здании. Джордж предлагает назвать вымышленного приятеля «Арт Корвелэй», но всё же друзья решают назвать его «Арт Ванделэй». Они встречают «её». Женщина, которую зовут Ванесса, говорит, что мужчина, с которым она была — это ее двоюродным братом и соглашается пойти на свидание с Джерри.
Вечером того же дня Джерри узнает от своей матери, что Элейн знает об «операции». В день свадьбы Элейн говорит Джерри, что причина ее гнева заключалась в том, что она впервые увидела, как он флиртует с другой женщиной. Они решают, что должны больше говорить о своих романтических отношениях, если хотят остаться друзьями. Элейн рассказывает, что недавно познакомилась с мужчиной, используя, подловив его.

## Производство
Эпизод основан на реальной истории, которая произошла с Ларри Дэвидом. Он когда-то встречался с Моникой Йейтс (дочерью известного американского писателя Ричарда Йейтса). Они расстались, однако после разрыва сохранили нормальные отношения и вместе пошли на мероприятие, где Ларри встретил привлекательную женщину. Из-за присутствия бывшей он не смог пофлиртовать с ней, тем не менее ему удалось узнать, в каком здании она работает, после чего подловил её. Название юридической фирмы, в которой работает Ванесса, «Сагман, Беннет, Роббинс, Оппенгейм и Тафт», составлено из фамилий однокурсников Дэвида, с которыми он вместе учился в Мэрилендском университете в Колледж-Парке. Персонаж Ванессы также назван в честь женщины, в отношениях с которой состоял Дэвид.
Некоторые из используемых в эпизоде шуток стали постоянными, их можно слышать на протяжении всего сериала. Это касается использования Джорджем имени «Арт Ванделэй», а также обсуждения профессии «импортёр-экспортёр».
Несмотря на то, что эпизод «Разрыв с парнем» (англ. Male Unbonding) был снят раньше, «Подловить» стал вторым выпущенным эпизодом сериала.
Джулия Луи-Дрейфус отметила, что ей понравился сценарий этого эпизода, потому что в нем персонаж кажется настоящим человеком.
Эпизод «Подловить» — единственная серия «Сайнфелда» в которой роль Морти Сайнфелда (отца Джерри) сыграл Филипп Брунс, который позже был заменён на Барни Мартина. В отличие от более поздних эпизодов, где сцены, в которых участвовали уволенные актёры, были пересняты основными исполнителями, фрагменты с Филипром Браунсом не воспроизводились заново для выпуска на DVD и повторных показов по телевидению, так как актёры слишком постарели, чтобы перерабатывать столь ранние эпизоды.
Длительность серии — 23 минуты.

## Приём
Первая трансляция эпизода «Подловить», которая прошла 31 мая 1990 года, получила рейтинг Нильсена 16.2/24; это означает, что серию смотрели в среднем 16,2% американских домохозяйств, а также что 24% всех работающих во время трансляции телевизоров были настроены на данный показ. Премьерную трансляцию посмотрело 22,5 миллиона зрителей.
Критик The A.V. Club Дэвид Сим в целом прохладно оценил эпизод, высказав мнение, что он в первую очередь запомнится как сноска к «Сайнфелду» и присвоил «Подловить» рейтинг «C+». Он также отметил не очень развитую игру самого Джерри Сайнфелда, а также посчитал линию отношений Элейн и Джерри слишком аккуратной. Также обозревателю не понравился первоначальный образ Морти Сайнфелда.
Стефан Ли из Entertainment Weekly назвал «Подловить» лучшим эпизодом первого сезона шоу.
Колин Джейкобсон из DVD Movie Guide раскритиковал сценарий, заявив: «Шоу довольно пресное. Время от времени в нём можно посмеяться, но персонажи ещё не сформированы, и это делает программу фальшивой», и особенно раскритиковав финальную сцену примирения между Джерри и Элейн.
Пользовательский рейтинг серии на IMDb составил 7,5/10.
Эпизод был номинирован на премию Гильдии сценаристов США в 1991 году.

## В ролях

### Основной состав
- Джерри Сайнфелд — Джерри Сайнфелд
- Джулия Луи-Дрейфус — Элейн Бенес
- Джейсон Александер — Джордж Костанза
- Майкл Ричардс — Крамер

### Эпизодические роли
- Линн Кларк — Ванесса
- Филипп Брунс — Морти Сайнфелд
- Лиз Шеридан — Хелен Сайнфелд
- Мод Винчестер — Памела
- Уильям Фэйр — Роджер
- Рон Стилман — Арти
- Джо Джордж — дядя Мак
- Эллен Герштейн — Кэрол
- Джанет Ротблатт — женщина с вечеринки